# Aleksandr Jelizarow
Aleksandr Matwiejewicz Jelizarow (ros. Александр Матвеевич Елизаров, ur. 7 marca 1952 we wsi Wiazowka, obwód penzeński) – radziecki biathlonista, dwukrotny medalista olimpijski i trzykrotny medalista mistrzostw świata.

## Kariera
Pierwszy sukces w karierze osiągnął w 1973 roku, kiedy zdobył złoty medal w sprincie podczas mistrzostw ZSRR. Dwa lata później wystartował na mistrzostwach świata w Anterselvie, zdobywając w tej samej konkurencji srebrny medal. Rozdzielił tam na podium swojego rodaka, Nikołaja Krugłowa i Klausa Sieberta z NRD. Ponadto wspólnie z Aleksandrem Uszakowem, Aleksandrem Tichonowem i Nikołajem Krugłowem zajął też drugie miejsce w sztafecie.
W 1976 roku wziął udział w igrzyskach olimpijskich w Innsbrucku. W biegu indywidualnym zajął trzecie miejsce, osiągając trzeci czas biegu i notując 3 niecelne strzały. Wyprzedzili go jedynie Nikołaj Krugłow i Heikki Ikola z Finlandii. Następnie wspólnie z Krugłowem, Tichonowem i Iwanem Biakowem zdobył złoty w sztafecie. Były to jego jedyne starty olimpijskie. Z uwagi na nieobecność sprintu w programie olimpijskim rozegrano w 1976 roku również mistrzostwa świata w Anterselvie. Zawodnicy rywalizowali tam wyłącznie w sprincie, który Jelizarow ukończył na drugiej pozycji, za Tichonowem, a przed Krugłowem.
Brał też udział w mistrzostwach świata w Vingrom w 1977 roku, gdzie był siedemnasty w sprincie. Za to wraz z Aleksandrem Uszakowem, Nikołajem Krugłowem i Aleksandrem Tichonowem zdobył złoto w sztafecie.
W zawodach Pucharu Świata zadebiutował 14 stycznia 1978 roku w Ruhpolding, zajmując 10. miejsce w sprincie. Tym samym już w debiucie zdobył pierwsze punkty. Nigdy nie stanął na podium zawodów tego cyklu, najlepszy wynik notując 1 kwietnia 1978 roku w Sodankylä, gdzie był szósty w biegu indywidualnym. W klasyfikacji generalnej sezonu 1977/1978 był dziesiąty.
W 1976 roku został odznaczony odznaką Zasłużonego Mistrza Sportu i orderem „Znak Honoru”. Po zakończeniu kariery pracował jako trener, prowadził między innymi juniorską reprezentację ZSRR w latach 1980-1985.

## Osiągnięcia

### Igrzyska olimpijskie
| Rok  | Miejscowość | Konkurencje | Konkurencje | Konkurencje | Konkurencje | Konkurencje | Konkurencje | Konkurencje |
| Rok  | Miejscowość | IN          | SP          | PU          | MS          | RL          | MR          | SR          |
| ---- | ----------- | ----------- | ----------- | ----------- | ----------- | ----------- | ----------- | ----------- |
| 1976 | Innsbruck   | 3.          | nd.         | nd.         | nd.         | 1.          | nd.         | –           |

### Mistrzostwa świata
| Rok  | Miejscowość | Konkurencje | Konkurencje | Konkurencje | Konkurencje | Konkurencje | Konkurencje | Konkurencje |
| Rok  | Miejscowość | IN          | SP          | PU          | MS          | RL          | MR          | SR          |
| ---- | ----------- | ----------- | ----------- | ----------- | ----------- | ----------- | ----------- | ----------- |
| 1975 | Anterselva  | –           | 2.          | nd.         | nd.         | 2.          | nd.         | –           |
| 1976 | Anterselva  | nd.         | 2.          | nd.         | nd.         | nd.         | nd.         | –           |
| 1977 | Vingrom     | –           | 17.         | nd.         | nd.         | 1.          | nd.         | –           |

### Puchar Świata

#### Miejsca w klasyfikacji generalnej
| Sezon     | Miejsce |
| --------- | ------- |
| 1977/1978 | 10.     |

#### Miejsca na podium chronologicznie
Jelizarow nigdy nie stanął na podium zawodów PŚ.